# José Colomo
José Colomo är en ort i Mexiko.   Den ligger i kommunen Macuspana och delstaten Tabasco, i den sydöstra delen av landet, 700 km öster om huvudstaden Mexico City. José Colomo ligger 4 meter över havet och antalet invånare är 1 021.
Terrängen runt José Colomo är mycket platt. Runt José Colomo är det ganska tätbefolkat, med 67 invånare per kvadratkilometer. Närmaste större samhälle är Ciudad Pemex, 7,3 km söder om José Colomo. Trakten runt José Colomo består till största delen av jordbruksmark.